# Catocala walshii
Catocala walshii là một loài bướm đêm trong họ Erebidae.